# Sistema invariante en el tiempo
Un sistema invariante en el tiempo (TIV) posee una función de sistema dependiente del tiempo que no es una función directa del tiempo. Tales sistemas se consideran como una clase particular en el campo del análisis de sistemas. La función del sistema dependiente del tiempo está ligada a una función de entrada dependiente del tiempo. Si esta función depende solo indirectamente del dominio del tiempo (a través de la función de entrada, por ejemplo), entonces ese es un sistema que se consideraría invariante en el tiempo. A la inversa, cualquier dependencia directa del dominio de tiempo de la función del sistema podría considerarse como un "sistema que varía en el tiempo". 
Hablando matemáticamente, la "invarianza en el tiempo" de un sistema se define como la siguiente propiedad: : p. 50 
Dado un sistema con una función de salida dependiente del tiempo {\displaystyle y(t)}, y una función de entrada dependiente del tiempo {\displaystyle x(t)}; el sistema se considerará invariante en el tiempo cuando si se introduce un retraso de tiempo en la entrada {\displaystyle x(t+\delta )}, equivale directamente a un retardo de tiempo en la función de salida {\displaystyle y(t+\delta )}. Por ejemplo, si el tiempo {\displaystyle t} es el "tiempo transcurrido", entonces la "invariancia de tiempo" implica que la relación entre la función de entrada {\displaystyle x(t)} y la función de salida {\displaystyle y(t)} es constante con respecto al tiempo {\displaystyle t}: {\displaystyle y(t)=f(x(t),t)=f(x(t))}
En el lenguaje del procesamiento de señales, esta propiedad puede satisfacerse si la función de transferencia del sistema no es una función directa del tiempo, excepto en lo expresado por la entrada y la salida. 
En el contexto de un esquema del sistema, esta propiedad también se puede establecer de la siguiente manera: 
Si un sistema es invariante en el tiempo, entonces el bloque del sistema conmuta con un retraso arbitrario.
Si un sistema invariante en el tiempo también es lineal, forma parte de la teoría invariante en el tiempo lineal con aplicaciones directas en espectroscopia de RMN, sismología, circuitos, procesamiento de señales, teoría del control y otras áreas técnicas. Los sistemas no lineales invariantes en el tiempo carecen de una teoría completa de referencia. Los sistemas discretos invariantes en el tiempo se conocen como sistemas invariantes de cambio. Los sistemas que carecen de la propiedad invariante en el tiempo se estudian como sistemas de variantes en el tiempo. 

## Ejemplo simple
Para demostrar cómo determinar si un sistema es invariante en el tiempo, considere los dos sistemas: 
- Sistema A: {\displaystyle y(t)=t\,x(t)}
- Sistema B: {\displaystyle y(t)=10x(t)}

Dado que el sistema A depende explícitamente de t fuera de {\displaystyle x(t)}y {\displaystyle y(t)}, no es invariante en el tiempo. Sin embargo, el sistema B no depende explícitamente de t, por lo que es invariante en el tiempo. 

## Ejemplo formal
Ahora se presenta una prueba más formal de por qué los sistemas A y B anteriores difieren. Para realizar esta prueba, se utilizará la segunda definición. 
Sistema A:
Comenzar con un retraso de la entrada {\displaystyle x_{d}(t)=\,\!x(t+\delta )}
{\displaystyle y(t)=t\,x(t)}
{\displaystyle y_{1}(t)=t\,x_{d}(t)=t\,x(t+\delta )}
Ahora retrasar la salida por {\displaystyle \delta }
{\displaystyle y(t)=t\,x(t)}
{\displaystyle y_{2}(t)=\,\!y(t+\delta )=(t+\delta )x(t+\delta )}
Claramente {\displaystyle y_{1}(t)\,\!\neq y_{2}(t)}, por lo tanto, el sistema NO es invariante en el tiempo.
Sistema B:
Comenzar con un retraso de la entrada {\displaystyle x_{d}(t)=\,\!x(t+\delta )}
{\displaystyle y(t)=10\,x(t)}
{\displaystyle y_{1}(t)=10\,x_{d}(t)=10\,x(t+\delta )}
Ahora retrasar la salida por {\displaystyle \,\!\delta }
{\displaystyle y(t)=10\,x(t)}
{\displaystyle y_{2}(t)=y(t+\delta )=10\,x(t+\delta )}
Claramente {\displaystyle y_{1}(t)=\,\!y_{2}(t)}, por lo tanto, el sistema es invariante en el tiempo.
Más generalmente, la relación entre la entrada y la salida es  {\displaystyle y(t)=f(x(t),t)}, y su variación con el tiempo es. 
{\displaystyle {\frac {\mathrm {d} y}{\mathrm {d} t}}={\frac {\partial f}{\partial t}}+{\frac {\partial f}{\partial x}}{\frac {\mathrm {d} x}{\mathrm {d} t}}}.
Para sistemas invariantes en el tiempo, las propiedades del sistema permanecen constantes con el tiempo, {\displaystyle \partial f/\partial t=0}. Aplicado a los sistemas A y B anteriores: {\displaystyle f_{A}=tx(t)\qquad \implies \qquad {\frac {\partial f_{A}}{\partial t}}=x(t)\neq 0}en general, así que no es invariante en el tiempo  {\displaystyle f_{B}=10x(t)\qquad \implies \qquad {\frac {\partial f_{B}}{\partial t}}=0}tan invariante en el tiempo.

## Ejemplo abstracto
Podemos denotar el operador de turno por  {\displaystyle \mathbb {T} _{r}}donde  {\displaystyle r} es la cantidad en la que se debe desplazar el conjunto de índices de un vector. Por ejemplo, el sistema "avance por 1" 
{\displaystyle x(t+1)=\,\!\delta (t+1)*x(t)}
puede ser representado en esta notación abstracta por 
{\displaystyle {\tilde {x}}_{1}=\mathbb {T} _{1}\,{\tilde {x}}}
donde  {\displaystyle {\tilde {x}}}es una función dada por 
{\displaystyle {\tilde {x}}=x(t)\,\forall \,t\in \mathbb {R} }
con el sistema produciendo la salida desplazada 
{\displaystyle {\tilde {x}}_{1}=x(t+1)\,\forall \,t\in \mathbb {R} }
Así que {\displaystyle \mathbb {T} _{1}}es un operador que avanza el vector de entrada en 1. 
Supongamos que representamos un sistema por un operador {\displaystyle \mathbb {H} }. Este sistema es invariante en el tiempo si conmuta con el operador de cambio, es decir, 
{\displaystyle \mathbb {T} _{r}\,\mathbb {H} =\mathbb {H} \,\mathbb {T} _{r}\,\,\forall \,r}
Si nuestra ecuación de sistema está dada por 
{\displaystyle {\tilde {y}}=\mathbb {H} \,{\tilde {x}}}
entonces es invariante en el tiempo si podemos aplicar el operador del sistema  {\displaystyle \mathbb {H} }en {\displaystyle {\tilde {x}}}seguido por el operador de cambio  {\displaystyle \mathbb {T} _{r}}, o podemos aplicar el operador de turno  {\displaystyle \mathbb {T} _{r}}seguido por el operador del sistema  {\displaystyle \mathbb {H} }, con los dos cálculos dando resultados equivalentes. 
La aplicación del operador del sistema primero da 
{\displaystyle \mathbb {T} _{r}\,\mathbb {H} \,{\tilde {x}}=\mathbb {T} _{r}\,{\tilde {y}}={\tilde {y}}_{r}}
La aplicación del operador de cambio primero da 
{\displaystyle \mathbb {H} \,\mathbb {T} _{r}\,{\tilde {x}}=\mathbb {H} \,{\tilde {x}}_{r}}
Si el sistema es invariante en el tiempo, entonces 
{\displaystyle \mathbb {H} \,{\tilde {x}}_{r}={\tilde {y}}_{r}}